# JAPAN SPORT OLYMPIC SQUARE
JAPAN SPORT OLYMPIC SQUARE（ジャパン・スポーツ・オリンピック・スクエア）は、東京都新宿区霞ヶ丘町に所在する、日本スポーツ協会 (JSPO)・日本オリンピック委員会 (JOC) の本部ビル。

## 建設の経緯
日本スポーツ協会（旧・日本体育協会、以下本節内では「日体協」と記す。）は渋谷区神南にある岸記念体育会館を長年本部ビルとして所有していたが、建物の老朽化が著しい上に耐震性に不安が出てきたこともあり、2008年（平成16年）頃から当該地での建て替えを検討していた。しかし、岸記念体育会館の建つ場所が、隣接する東京都水道局ポンプ場共々都市計画公園としての代々木公園の区域に含まれており、都市公園法・都市計画法の兼ね合いから公園を所管する東京都庁との調整が必要になり、計画が難航していた。
一方、都では2020年東京オリンピック構想において国立霞ヶ丘競技場や日本青年館がある明治神宮外苑一帯について国立霞ヶ丘競技場の建て替え（国立競技場の建設）を含めた区域の再編整備を進めることになり、この関連で2011年に都が日体協に本部ビル（岸記念体育会館）の神宮外苑地区への移転を提案。日体協は原位置での建て替えにこだわっていたが、2013年に2020年東京オリンピック/パラリンピックの開催が決定し、代々木公園内にある国立代々木競技場の周辺に大会用地を確保する必要性が求められたこともあり、日体協は五輪招致と前後してJOCと連携した神宮外苑への移転を検討する。その後、都が岸記念体育会館の敷地を含む一帯を代々木公園の優先整備区域に決定したこともあり、2016年に日体協が神宮外苑の都有地への移転方針を決定。2017年に日体協が都に神宮外苑の都有地への移転要望書を提出し、翌2018年には代々木公園の（岸記念体育会館敷地を含む）体協所有地と神宮外苑地区の都有地を相互に売却し、物件調査と平行して新ビルを建設し、ビル完成を目処に仮換地を行って利用を開始する地区計画変更の企画提案書を提示。この手続きに則って建設計画が策定された。
2017年7月に工事が着工され、1年9ヶ月の期間を経て2019年4月30日に新会館は竣工し、5月16日に完工式が執り行われた。
新会館の名称がJAPAN SPORT OLYMPIC SQUAREと決定し、発表されたのは2018年12月27日である。新会館には主な日本のスポーツ競技団体が入居するほか、1・2階に日本オリンピックミュージアム（2019年9月14日開業）が設置される など、名実ともに日本スポーツの新しい総本山として位置づけられている。

## 建物概要
S造（一部RC/SRC造）地下1階地上14階建て、延床面積1万9061㎡で、岸記念体育会館から移転したスポーツ競技団体の事務室のほか、日本オリンピックミュージアム、会議室、記者クラブ、岸清一メモリアルルーム（14階大会議室） などで構成される。正面エントランスには岸記念体育会館から移設された岸清一の胸像が設置されている。
構造面の特色として、ユニットタイプのガラスカーテンウォール533枚のうち北面の約500枚について、建設現場でカーテンウォールユニットをねじりながら取り付け、なめらかな3次元曲面のファサードをつくり出す技術である「コールドベント」を日本で初めて採用したことが挙げられる。

## 日本オリンピックミュージアム
日本オリンピックミュージアムは本館1・2階に所在し、日本オリンピック委員会が運営する日本のオリンピック専門の博物館。入館料は大人500円、高校生以下無料。
過去のオリンピック・パラリンピックの紹介、聖火トーチや競技体験コーナーなどが設けられている。

## 交通アクセス
- 所在地：東京都新宿区霞ヶ丘町4番2号
- 鉄道
  - 東京メトロ銀座線 外苑前駅 - 徒歩5分
  - 都営地下鉄大江戸線 国立競技場駅 - 徒歩10分
  - 東日本旅客鉄道 中央・総武線千駄ケ谷駅・信濃町駅 - ともに徒歩12分

### 注記
1. ↑  第2代大日本体育協会会長・岸清一の遺言により、岸の遺産の寄付を受けて1940年に神田駿河台に建設、1964年に渋谷区に移転。詳細は岸記念体育会館の項目を参照。